# کمیته المپیک یونان
کمیتهٔ المپیک یونان (به یونانی: Ελληνική Ολυμπιακή Επιτροπή)، (به انگلیسی: Hellenic Olympic Committee HOC) یا کمیتهٔ المپیک هلنی بدنهٔ اصلی حاکم بر المپیک یونان را تشکیل می‌دهد. این نهاد یکی از قدیمی‌ترین کمیته‌های ملی المپیک در جهان است که در سال ۱۸۹۴ تأسیس شده و در سال ۱۸۹۵ به رسمیت شناخته شده‌است. مرکز این کمیته در آتن یونان مستقر است

## پیشینه
کمیتهٔ المپیک هلنی در ۳ فوریهٔ ۱۸۹۴ در آتن به نام «کمیتهٔ بازی‌های المپیک (ای.اُ.ا. .E.O.A)» با نخستین رئیس آن شاهزادهٔ پیشین کنستانتین اول یونان تأسیس شد. در همان روز، این کمیته نخستین جلسهٔ خود را برای سازماندهی اولین بازی‌های المپیک مدرن برگزار کرد. پس از انحلال این کمیته به دلیل بحران اقتصادی کشور، هیئت مدیرهٔ جدیدی با تأسیس و حمایت طرف‌داران «کمپین آماده‌سازی بازی‌ها»، با موفقیت ایجاد شد. در نهایت، پس از دشواری‌های بسیار، بازی‌ها در تاریخ ۶ آوریل افتتاح و در ۱۵ آوریل ۱۸۹۶ در ورزشگاه پاناتینایکو در آتن به پایان رسید. بازسازی با سنگ مرمر سفید و با اهدای یک میلیون دراخما کمک از سوی جرج اواروف امکان‌پذیر شد.